# Ernst Wendel (architecte)
Pour les articles homonymes, voir Ernst Wendel et Wendel.
Ernst Wendel, né le 30 juillet 1881 et mort après 1938, est un architecte allemand. Il fut actif dans la première moitié du XXe siècle en Lorraine, en Rhénanie-Palatinat et en Hesse.

## Biographie
Ernst Wendel voit le jour le 30 juillet 1881 à Metz en Lorraine annexée. À partir de 1903, il travaille comme architecte en Lorraine, où il est nommé Hochbau Inspektor au Regierungsbaurat, la commission régionale de l'architecture. Il occupe ce poste au moins jusqu'en 1911, probablement jusqu'en 1918. 
En 1933, Ernst Wendel dépose un brevet pour un type de raccord pour tube d'échafaudage. En 1936, dans la lignée de Tessenow et dans l'esprit de Speer, il conçoit, avec Kurt Schönfeld, l'état-major de la 9e région militaire allemande, siège administratif du Wehrkreis IX, à Cassel dans la Hesse. L'édifice est construit sur la Graf-Bernadotte-Platz, dans un style néo-classique. Avec son portique monumental et ses lignes épurées, il est caractéristique de l'architecture nationale-socialiste. Le bâtiment, qui abrite depuis 1954 le Bundessozialgericht, est l'un des derniers témoins de ce style en Allemagne.

## Réalisations
- 1936-1938 : bâtiment militaire à Cassel, siège de l'état-major de la 9e région militaire allemande (MH)[5].

## Sources
- Regierungsbaurat Ernst Wendel sur archinform.net.